# Eriopyga complexens
Eriopyga complexens är en fjärilsart som beskrevs av Dyar 1916. Eriopyga complexens ingår i släktet Eriopyga och familjen nattflyn. Inga underarter finns listade i Catalogue of Life.